# Brianne Theisen-Eaton
Brianne Theisen-Eaton (Saskatoon, Canadá, 18 de diciembre de 1988) es una atleta canadiense, especialista en la prueba de heptalón, con la que ha logrado ser subcampeona mundial en 2015.
Se casó en abril de 2013 con el atleta estadounidense Ashton Eaton (n. 1988), especialista en decatlón.

## Carrera deportiva
En el Mundial de Perkín 2015 gana la medalla de plata en heptalón, tras la británica Jessica Ennis-Hill y por delante de la letona Laura Ikauniece-Admidiņa. También ganó la plata en el Mundial de Moscú 2013 en la misma prueba, y el bronce en las Olimpiadas de Río 2016.